# Ruslan Lisakovič
Ruslan Michajlovič Lisakovič (in bielorusso Руслан Михайлович Лисакович?; Uzda, 22 marzo 2002) è un calciatore bielorusso, centrocampista dell'ML Vicebsk.

## Carriera

### Club
Il 12 marzo 2021 esordisce nella prima divisione bielorussa con la maglia dell'Islač in occasione del match vinto 1-0 contro lo Slavija-Mazyr.

### Nazionale
Ha giocato nella nazionale bielorussa Under-17.
L'8 settembre 2021 debutta con la nazionale maggiore nel match di qualificazione per i mondiali perso 1-0 contro il Belgio.

## Statistiche

### Cronologia presenze e reti in nazionale
| Cronologia completa delle presenze e delle reti in nazionale ― Bielorussia | Cronologia completa delle presenze e delle reti in nazionale ― Bielorussia | Cronologia completa delle presenze e delle reti in nazionale ― Bielorussia | Cronologia completa delle presenze e delle reti in nazionale ― Bielorussia | Cronologia completa delle presenze e delle reti in nazionale ― Bielorussia | Cronologia completa delle presenze e delle reti in nazionale ― Bielorussia | Cronologia completa delle presenze e delle reti in nazionale ― Bielorussia | Cronologia completa delle presenze e delle reti in nazionale ― Bielorussia |
| Data                                                                       | Città                                                                      | In casa                                                                    | Risultato                                                                  | Ospiti                                                                     | Competizione                                                               | Reti                                                                       | Note                                                                       |
| -------------------------------------------------------------------------- | -------------------------------------------------------------------------- | -------------------------------------------------------------------------- | -------------------------------------------------------------------------- | -------------------------------------------------------------------------- | -------------------------------------------------------------------------- | -------------------------------------------------------------------------- | -------------------------------------------------------------------------- |
| 8-9-2021                                                                   | Kazan'                                                                     | Bielorussia                                                                | 0 – 1                                                                      | Belgio                                                                     | Qual. Mondiali 2022                                                        | -                                                                          | 70’                                                                        |
| 8-10-2021                                                                  | Tallinn                                                                    | Estonia                                                                    | 2 – 0                                                                      | Bielorussia                                                                | Qual. Mondiali 2022                                                        | -                                                                          | 81’ 85’                                                                    |
| 11-10-2021                                                                 | Kazan'                                                                     | Bielorussia                                                                | 0 – 2                                                                      | Rep. Ceca                                                                  | Qual. Mondiali 2022                                                        | -                                                                          | 68’                                                                        |
| 16-11-2021                                                                 | Minsk                                                                      | Bielorussia                                                                | 1 – 0                                                                      | Giordania                                                                  | Amichevole                                                                 | -                                                                          | 78’                                                                        |
| 22-9-2022                                                                  | Astana                                                                     | Kazakistan                                                                 | 2 – 1                                                                      | Bielorussia                                                                | UEFA Nations League 2022-2023 - 1º turno                                   | -                                                                          | 61’                                                                        |
| 5-6-2025                                                                   | Barysaŭ                                                                    | Bielorussia                                                                | 4 – 1                                                                      | Kazakistan                                                                 | Amichevole                                                                 | -                                                                          | 75’                                                                        |
| 10-6-2025                                                                  | Minsk                                                                      | Bielorussia                                                                | 1 – 4                                                                      | Russia                                                                     | Amichevole                                                                 | -                                                                          | 84’                                                                        |
| Totale                                                                     |                                                                            | Presenze                                                                   | 7                                                                          |                                                                            | Reti                                                                       | 0                                                                          |                                                                            |

## Palmarès

### Club

#### Competizioni nazionali
- Coppa di Bielorussia: 1

Nëman: 2023-2024